# Vénus en fourrure
Pour les articles homonymes, voir La Vénus à la fourrure (homonymie).
Pour plus de détails, voir Fiche technique et Distribution.
Vénus en fourrure (titre original : Venere in peliccia ou Le malizie di Venere, littéralement Les malices de Vénus), est un film germano-helvético-italien réalisé par Massimo Dallamano (Max Dillmann), sorti en 1969.
Basé sur le célèbre roman de Leopold von Sacher-Masoch, La Vénus à la fourrure, le film raconte les passions perverses d'un jeune couple. Séverin regarde la belle Wanda nue dans sa fourrure, ce  qui lui donne un tourbillon d'émotions à cause d’un  épisode douloureux de sa jeunesse.

## Synopsis
Après une première rencontre avec la belle Wanda, Séverin décide secrètement de la suivre et de l’observer. Il la voit sous la douche ou aller avec des inconnus. Se développe entre eux une étrange relation dominant/dominé. Mais cette relation échoue finalement. Séverin se console avec Gracia, la femme de ménage, tandis que Wanda rencontre Bruno. Séverin, trop humilié par Bruno, veut guérir de sa frustration avec une prostituée qui se révèle être Wanda. À la fin, Séverin ne peut plus supporter cet amour impossible et devient fou.
Sorti en Allemagne, en 1969 et la même année en Italie sous le titre Venere nuda (La Vénus nue) où il a été immédiatement censuré, il ne ressortit qu'en 1975 dans les cinémas italiens, sous la forme censurée.

## Fiche technique
- Titre : Vénus en fourrure
- Titre original : Le malizie di Venere
- Réalisation : Massimo Dallamano
- Scénario : Inge Hilger, Fabio Massimo
- Production : Luggi Waldleitner
- Montage : Hans Zeiler
- Photographie : Sergio D’Offizzi
- Musique : Gianfranco Reverberi
- Pays de production :  Italie,  Allemagne de l'Ouest,  Suisse
- Genre : film dramatique, film érotique
- Durée : 87 minutes
- Dates de sortie :
  - Allemagne de l'Ouest : 26 novembre 1969
  - France : 27 octobre 1973

## Autres titres
- Autres titres connus
  -  Italie Venere in pelliccia
  -  Italie Venere nuda
  -  Allemagne de l'Ouest Venus im Pelz
  -  Espagne El placer de Venus
  -  États-Unis Devil in the Flesh
  -  Finlande Kiihottava kosketus
  -  Venus in Furs (titre international)

## Distribution
- Laura Antonelli (VF : Tania Torrens) : Wanda
- Régis Vallée (VF : Michel Paulin) : Séverin
- Loren Ewing (VF : Claude Bertrand) : Bruno
- Renate Kasché : Gracia
- Werner Pochath : Manfred
- Mady Rahl (VF : Paule Emmanuel) : Helga
- Wolf Ackva (VF : Jean-Henri Chambois) : Bailiff
- Peter Heeg (VF : Yves Brainville) : le psychiatre
- Josil Raquel : Carmen
- Michael Kroll : le peintre
- Fred Newmann : le gardien

## Source de la traduction
- (de) Cet article est partiellement ou en totalité issu de l’article de Wikipédia en allemand intitulé « Venus im Pelz » (voir la liste des auteurs).